# Usenet-Hierarchie de.*
Die Usenet-Hierarchie de.* ist die größte deutschsprachige Usenet-Hierarchie. Sie besteht mit Stand Oktober 2019 aus 378 Newsgroups. Die Hierarchie wurde im Jahr 1992 aus der Zusammenlegung der Hierarchien dnet.* und sub.* geschaffen.

## Gliederung
Die Hierarchie de.* ist themenvollständig, so dass jedes mögliche Thema seinen Platz in einer Newsgroup findet, falls es keine geeignetere Gruppe gibt in der Sammelgruppe de.etc.misc. Die Hierarchie besteht fast ausschließlich aus Textgruppen, mit der Ausnahme der Subhierarchie de.alt.dateien.*, in der auch Binärdateien verwendet werden dürfen.

## Selbstverwaltung im de-Usenet
Vorgänge wie das Einrichten und Löschen von Gruppen oder die Festlegung von Regeln werden durch basisdemokratische Prozesse nach Maßgabe der Einrichtungsregeln entschieden.
An jeder Abstimmung kann jede natürliche Person teilnehmen, Voraussetzung ist lediglich die Angabe einer gültigen E-Mail-Adresse und des vollen Namens. Nach einer Diskussionsphase wird für die Abstimmungen ein Abstimmungsschein in der Newsgruppe de.admin.news.announce veröffentlicht, der ausgefüllt per E-Mail an einen Wahlleiter geschickt wird. Viele Abstimmungen und Wahlen werden von den German Volunteer Votetakers (GVV) geleitet und zumeist mit Hilfe der Software Usevote ausgewertet.
Die gewählte dana-Moderation wacht über die Verfahren, veröffentlicht stellvertretend die Verfahrenspostings (insbesondere RfD, CfV und Result) und entscheidet im Konfliktfall über Regelauslegungen.
Die Abkürzung dana leitet sich von der Newsgruppe de.admin.news.announce her, deren Charta den Rahmen vorgibt:

„In dieser Gruppe werden Diskussions- (RfD, Request for Discussion) und Abstimmungsaufrufe (CfV, Call for Votes), Abstimmungsergebnisse und Listen laufender Verfahren betreffend die Einrichtung, Entfernung und Veränderung von Gruppen unter de.* (ohne de.alt), die zugehörigen Kontrollnachrichten, sowie Administration, Regelwerk und Moderation betreffende Artikel gepostet.“

Die Moderation bzw. das Verfahren in dana ist zuständig für die gesamte Newshierarchie de.*, mit Ausnahme der Gruppen unter de.alt.*, wobei sie in der Praxis auch die aktuelle Liste der Gruppen unter de.alt.* verwaltet. Neben der Legitimation durch die Wahl (siehe Wahlregeln) wird die Moderation durch die Betreiber der Newsserver gestützt, die nur Newsgruppen einrichten und löschen, wenn die Steuernachrichten von der Moderation signiert wurden. Da die Betreiber gleichzeitig aber nicht an die Entscheidungen der Moderation gebunden sind, muss sich die dana-Moderation auch ihnen gegenüber rechtfertigen.